# Lisandre
Lisandre (en llatí Lysander, en grec antic Λύσανδρος) fill d'Aristòclit o Aristòcrit, i de família heràclida segons uns, i ciutadà després de ser esclau, segons altres, fou un general espartà, el més gran de tots els militars espartans, que va vèncer als atenesos i va posar fi a la Guerra del Peloponès.

## Biografia
El 407 aC fou enviat com a successor de Cratesípides en el comandament de la flota espartana, i sembla que abans ja havia destacat pels seus talents militars. La flota es componia llavors de 70 vaixells incloent els que havien enviat Rodes, Cos i Milet. La flota va ancorar a Efes on va fixar el seu quarter general. Va derrotar a la flota atenenca a Nòtion i seguidament va organitzar als partits oligàrquics en diversos estats.
El 406 aC va ser substituït per Cal·licràtides però els partits oligàrquics establerts per Lisandre eren més lleials a la seva figura que a Esparta i en un congrés fet a Efes les ciutats gregues van determinar demanar al govern d'Esparta que Lisandre fos nomenat comandant de la flota (petició a la qual va donar suport Cir el Jove); però la llei espartana no permetia que un mateix almirall exercís per dues vegades el càrrec i per acontentar als aliats es va designar cap de la flota a Àras (Arasos) però de manera nominal, i com a segon a Lisandre, que seria el cap efectiu.
Lisandre va tornar a Efes amb 35 vaixells i va reunir allí a tota la flota dels aliats peloponesis. Cir el Jove va pagar el sou dels mariners i quan el seu pare Darios II el va cridar a la cort, va deixar a Lisandre amb un cert poder sobre la seva satrapia i li va assignar el tribut que pagaven algunes ciutats, cosa que li va donar els medis de seguir amb la guerra.
Lisandre va sortir d'Efes i va anar a Milet on va incitar als oligarques a una revolució (en violació de la treva acordada per les dues faccions) i llavors va fingir actuar com a mediador, va col·locar al poder els seus amics i va impedir la fugida dels dirigents populars que foren massacrats. Tot seguit va anar a Cedrea al golf Ceràmic, que va ocupar per assalt, i els seus habitants van ser venuts com esclaus, i després va anar al golf Sarònic, va atacar Egina i Salamina i fins i tot va arribar a la costa d'Àtica.
Aquí fou visitat pel rei Agis II, comandant de Decèlia. Quan es va assabentar que la flota atenenca de Samos havia sortit en la seva persecució, va llevar ancores cap a l'Hel·lespont on va ocupar Làmpsac per assalt; no gaire després va arribar la flota atenenca de 180 vaixells a la zona i es va estacionar prop de Làmpsac, a Egospòtamos. Els espartans van obtenir una decisiva victòria i van capturar quasi tota la flota atenenca menys 8 vaixells que es van escapar sota la direcció de Conó cap a Xipre.
Llavors Lisandre va salpar cap a Bizanci i Calcedònia que li van obrir les portes; les guarnicions atenenques que trobava arreu les deixava marxar lliurement amb la condició d'anar a Atenes amb la idea que a la ciutat hi hagués el màxim nombre de boques que alimentar.
Quan va sortir de l'Hel·lespont tenia 200 vaixells i va anar cap al sud i va establir governs oligàrquics (i lleials a ell mateix) en diversos estats. Només Samos es va escapar d'aquesta sort. Els eginetes, sicionians i melians que havien estat expulsats de les seves ciutats pels atenencs, foren restaurats. Llavors va bloquejar el Pireu amb 150 vaixells. Les forces terrestres espartanes dirigides per Pausànies d'Esparta van entrar a Atenes i van acampar a l'Acadèmia i a la primavera del 404 aC Atenes va capitular i Lisandre va ancorar al Pireu i va començar a destruir les fortificacions el dia 16 del mes de Muníquion, el mateix dia que la victòria sobre els perses a Salamina.
Segons Xenofont, Lisandre va restar a Atenes fins a l'establiment del govern dels Trenta Tirans; segon Lísies i Diodor de Sicília, va abandonar Atenes per anar a Samos on quedava la resta de la flota atenenca i després va tornar a Atenes per donar suport als oligarques.
Plutarc diu que després d'establir el govern oligàrquic va marxar a Tràcia però això podria ser un error, i sembla que més aviat es va dirigir a Samos, que va capitular després d'un breu setge. Després d'això va tornar a Esparta amb els trofeus i el botí que va dedicar al temple de Delfos i no el va ingressar al tresor públic, i un bon nombre d'estàtues foren erigides al temple.
Lisandre era en aquest moment l'home més poderós de Grècia. Les seves victòries eren cantades pels poetes (Queril, Antíloc, Antímac de Colofó i Nicerat d'Heraclea. Diverses ciutats gregues li van erigir altars com un déu, van celebrar sacrificis i van celebrar festivals.
No gaire després va tornar a Àsia Menor mentre els èfors i els reis d'Esparta, gelosos del seu poder, començaven a conspirar i aprofitant una queixa del sàtrapa Farnabazos II, al·legant que Lisandre havia saquejat uns territoris sota la seva jurisdicció, Lisandre fou cridat pels èfors a Esparta i al mateix temps feien matar el qui era el seu amic més influent a la mateixa Esparta, Torax, acusat de tenir diners públics en les seves mans.
Lisandre, assabentat dels fets, es va dirigir a Farnabazos i li va demanar una carta exculpatòria, i el sàtrapa va redactar una carta en aquest sentit però d'amagat la va substituir per una altra on repetia les seves queixes. Lisandre va portar ell mateix la carta a Esparta, i allí es va veure a la gola del llop; per escapar va demanar permís per anar al temple de Zeus Ammon a Líbia per fer un vots que segons deia havia fet abans de les batalles, i així va sortir d'Esparta.
No gaire després la revolució democràtica de Trasibul a Atenes feu necessari cridar Lisandre altre cop, el qual va recuperar la seva antiga influència; el govern espartà va refusar enviar un exèrcit en suport del partit oligàrquic atenenc, però va nomenar governador a Lisandre, que hauria de reclutar el seu exèrcit (li van donar 100 talents amb aquesta finalitat); el seu germà Libis fou nomenat comandant d'una flota de 40 vaixells. Només sortir d'Esparta, el partit enemic de Lisandre va recuperar el poder i el rei Pausànias, el seu enemic, i tres èfors, van preparar mesures per privar Lisandre de la glòria d'una segona conquesta d'Atenes. Amb l'excusa d'anar l'Àtica a ajudar a Lisandre, Pausànias va sortir amb un exèrcit cap a la zona, però quan va arribar va fer un pacte amb Trasibul i així els mateixos espartans van impedir que Lisandre enderroqués els demòcrates atenencs.
Lisandre va romandre en l'obscuritat per uns anys. El 398 aC va morir Agis II i Lisandre va donar suport en la seva successió al germà Agesilau II, en oposició a Leotíquides, però no va rebre d'Agesilau la gratitud que calia esperar.
Va ser un dels trenta membres del consell que va acompanyar a Agesilau en la seva expedició a Àsia el 396 aC. Lisandre esperava recuperar part del seu poder amb l'ajut dels seus fidels a la zona però el rei li va impedir qualsevol moviment i va refusar totes les autoritzacions que va demanar. Llavors Lisandre va demanar un altre destí i fou enviat a l'Hel·lespont, on va induir al persa Espitridates a revoltar-se contra Farnabazos, en suport dels espartans.
Poc després va tornar a Esparta decidit a abolir la monarquia hereditària i obrir-la a tots els espartans. Es diu que va intentar obtenir l'aprovació divina per aquest propòsit i va provar a l'oracle de Delfos, al de Dodona i al de Zeus Ammon, sense èxit. Si tenia algun propòsit revolucionari es va acabar amb la seva mort l'any següent, el 395 aC.
El 395 aC quan va esclatar la guerra amb Beòcia, fou posat en el comandament d'un exèrcit i el rei Pausànias d'un altre; els dos exèrcits es van trobar a Haliartos, però Pausànias va arribar una mica tard amb relació a la data acordada i Lisandre va atacar la ciutat tot sol i va morir en la batalla lliurada a les muralles de la ciutat. El seu cos fou entregat a Pausànias que va arribar al cap d'unes hores i va ser enterrat al territori de Panopeu a Fòcida, a la via entre Delfos i Queronea; el seu monument encara existia en temps de Plutarc. Lisandre va morir pobre.